# Čchang Jü-čchun
Čchang Jü-čchun (čínsky pchin-jinem Cháng Yùchūn, znaky 常遇春; 1330 – 9. srpna 1369) byl čínský generál období válek v nichž říše Jüan ztratila Čínu. Během povstání rudých turbanů bojoval ve vojsku Ču Jüan-čanga, povstalce, vojevůdce a od roku 1368 císaře říše Ming. Stal se jeho druhým nejdůvěryhodnějším generálem. Roku 1369 náhle zemřel během tažení proti Mongolům.

## Jména
Čchang Jü-čchun používal zdvořilostní jméno Po-žen (čínsky pchin-jinem Bórén, znaky 伯仁) a pseudonym Jen-cheng (čínsky pchin-jinem Yànhéng, znaky 燕衡). Za své zásluhy obdržel posmrtné jméno Čung-wu (čínsky pchin-jinem Zhōngwǔ, znaky 忠武).

## Život
Čchang Jü-čchun pocházel z okresu Chuaj-jüan (v moderní době prefektuře Peng-pu v čínské provincii An-chuej) v povodí řeky Chuaj, severně od řeky Jang-c’-ťiang, narodil se roku 1330. Byl muslim, ovšem uvádí to pouze tradice čínských muslimů, Chuejů, nikoliv oficiální historické záznamy.
Pocházel z prosté rolnické rodiny, v katastrofách, které postihly jeho rodný region ve 40. letech 14. století, bojích, hladomoru a epidemiích, ztratil domov a přidal se k jedné z loupeživých band. Na jaře 1355, už v čele několika tuctu mužů, vstoupil do služeb Ču Jüan-čanga, důstojníka jednoho z oddílů hlásícího se v povstání rudých turbanů k povstalecké říši Sung. Rychle získal důvěru Ču Jüan-čanga, když se v létě 1355 vyznamenal při přechodu řeky Jang-c’-ťiang. Poté, již jako generál Čuovy armády, bojoval s jeho nepřáteli, na východě s Čang Š’-čchengem, na západě s vojsky povstaleckých států Tchien-wan a pak Chan. Zpravidla přitom působil jako zástupce generála Sü Taa. Ve válce Čchang Jü-čchun vynikal rozhodností a agresívním způsobem vedení boje, pečoval o vojáky a rozuměl jejich potřebám, byl osobně statečný, výborný taktik, podle mingských historiků „přestože byl negramotný, jeho řešení byla v souladu s pravidly vojevůdců starověku“. Mezi Čuovými generály zaujal druhé místo, výše stál pouze zmíněný Sü Ta, se kterým udržoval srdečné vztahy, přes rozpor mezi svou podřízeností a (o dva roky) vyšším věkem.
Ču Jüan-čang roku 1364 přijal titul krále z Wu, od roku 1368 císaře říše Ming. Hodnostmi a tituly obdařil i své generály, Čchang Jü-čchuna roku 1366 jmenoval vévodou z E (E-kuo kung, 鄂國公).
V letech 1368–1369 spolu se Sü Taem vedl severní tažení, v průběhu kterého mingská vojska vytlačila armády dynastie Jüan ze severní Číny. V jeho prvé fázi Čchang Jü-čchun dobyl Šan-tung, poté se jeho armáda účastnila obsazení Pekingu a začátkem roku 1369 typicky troufalým náhlým útokem překvapil a porazil mongolské oddíly Kökö Temüra v Šan-si. V létě 1369 stanul v čele výpadu z Pekingu na sever od Velké zdi, avšak onemocněl a 9. srpna 1369 zemřel. Ču Jüan-čang jeho smrti velmi želel, zorganizoval jeho reprezentativní pohřeb a udělil mu posmrtné jméno Čung-wu (忠武) a posmrtný titul kníže z Kchaj-pchingu (開平王, Kchaj-pching wang).

## Potomstvo
Čchang Jü-čchun měl tři syny a tři dcery. Jeho nejstarší dcera se stala manželkou Ču Jüan-čangova nejstaršího syna a následníka trůnu Ču Piaoa.
Nejstarší syn Čchang Mao (常茂, † 1391) roku 1370 jako velmi mladý zdědíl otcovy statky s titulem vévody z Čeng (Čeng-kuo kung, 鄭國公), kvůli své aroganci a nevázanosti byl degradován a poslán do Kuang-si, kde zemřel. Majetky proto roku 1388 připadly druhému synu Čchang Šengovi (常升) vévodovi z Kchaj (Kchaj-kuo kung, 開國公), který v občanské válce v letech 1399–1402 zachoval loajalitu císaři Ťien-wenovi a byl proto roku 1402 vítězem války Jung-lem zbaven titulu a vyhnán do Jün-nanu. Jeho potomci obdrželi roku 1532 titul markýzů z Chuaj-jüanu. Třetí syn nesl jméno Čchang Sen (常森).